# Эммет, Роберт
Ро́берт Э́ммет (ирл. Roibeard Emmet, англ. Robert Emmet; 4 марта 1780 (по другим данным, 1778), Дублин, Королевство Ирландия — 20 сентября 1803, Дублин, Соединённое королевство Великобритании и Ирландии) — ирландский националист и республиканец, оратор и лидер восстания против Империи.

## Биография
Роберт Эммет родился в Клонакилти, Ирландия. Он возглавлял неудачную попытку восстания против британского правления в 1803 году и был схвачен, осужден и казнён за государственную измену.

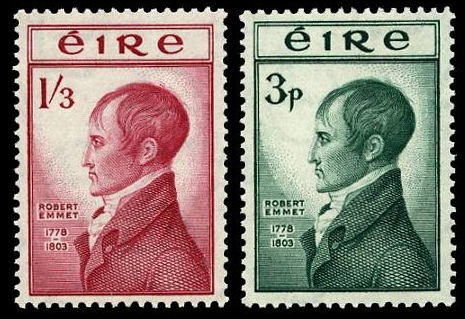
Роберт Эммет на почтовых марках

Роберт Эммет происходил из богатой протестантской семьи, которая сочувствовала ирландским католикам и была недовольна их несправедливо небольшим представительством в парламенте. Семья Эммета также сочувствовала Американской революции. 
С самого раннего возраста Роберт Эммет имел устоявшиеся политические и социальные устремления и в 1803 году возглавил неудачное восстание. Эммет был подвергнут жестокой казни с обезглавливанием и повешением, и о месте его захоронения, неизвестном и до сих пор, ходили легенды.
Некоторые из его последних, вошедших в историю фраз как оратора, были произнесены им в своей речи накануне казни.
Его именем был назван город в штате Айова в Соединённых Штатах Америки.